# Ајака Јамашита
Ајака Јамашита (јап. 山下 杏也加; 29. септембар 1995) јапанска је фудбалерка.

## Репрезентација
За репрезентацију Јапана дебитовала је 2015. године. За тај тим одиграла је 25 утакмица.

## Статистика
| Јапан  | Јапан | Јапан |
| Год.   | Ута.  | Гол.  |
| ------ | ----- | ----- |
| 2015   | 3     | 0     |
| 2016   | 3     | 0     |
| 2017   | 5     | 0     |
| 2018   | 14    | 0     |
| Укупно | 25    | 0     |